# Zorko Jelinčič
Zorko Jelinčič, slovenski narodni delavec in organizator, * 5. marec 1900, Log pod Mangartom, † 13. julij 1965, Trst.

## Življenje in delo
Rodil se je v družini učitelja Ferdinanda Jelinčiča v Logu pod Mangartom. Mati mu je bila Josipina (rojena Trebše). Osnovno šolo je obiskoval in končal v rojstnem kraju, kljub temu, da so očeta službeno premeščali v druge kraje. Maturiral je leta 1918 na idrijski realki. Potem se je vpisal na Filozofsko fakulteto v Ljubljani. V šolskem letu 1923/1924 sta se s prijateljem Klementom Jugom prepisala na Univerzo v Padovi, vendar pa Jelinčič študija ni končal. Leta 1924 je nastopil službo v pri Zvezi prosvetnih društev v Gorici in kmalu postal njen tajnik. Hkrati je postal tajnik dijaškega društva Adrija v Gorici, ki je bilo ustanovljeno 9. avgusta 1902 kot akademsko ferialno društvo. Kot tajnik Zveze prosvetnih društev je veliko potoval po Goriškem in organiziral liberalna kulturna društva. Bil je med ustanovitelji in voditelji ilegalne revolucionarne organizacije TIGR. Leta 1929 se je poročil s Fanico Obidovo, naslednje leto pa so ga ob odkritju ilegalne organizacije fašistične oblasti aretirale; 1931 so ga pred posebnim sodiščem v Rimu, ki je bil nadaljevanje 1. tržaškega procesa in na katerem je bil med 30 obsojenci glavni obtoženec, obsodili na 20 let ječe. Po 9 letih so ga izpustili. Po prihodu domov mu je žena pri porodu druge hčerke umrla. Kmalu po izbruhu 2. svetovne vojne so ga konfinirali v pokrajino Isernio, tu je dočakal kapitulacijo. Po zlomu Italije se je jeseni 1943 prebil v partizane; bil član pokrajinskega narodnoosvobodilnega odbora za Primorsko. Po osvoboditvi se je naselil v Trstu, tu delal predvsem pri kulturnem odseku pokrajinskega narodnoosvobodilnega odbora ter kasneje pri Prosvetni zvezi. Leta 1948 se je drugič poročil, in sicer s profesorico Danico Žunovo. Od 1958 je bil sodelavec Inštituta za narodnostna vprašanja v Ljubljani in med pobudniki za nastanek etnografskega zemljevida Tržaškega ozemlja z ledinskimi imeni. S publicistiko se je ukvarjal od leta 1924. Članke je objavljal v različnih časopisih. V spominski knjigi o Klementu Jugu je napisal dve razpravi: Dr. Klement Jug (1898-1924) in Jug planinec.